# Volvo V50
De Volvo V50 is een auto van de Zweedse autofabrikant Volvo en werd begin 2004 geïntroduceerd. Het is de opvolger van de Volvo V40 Classic en werd, vanwege de verkoop van Nedcar aan Mitsubishi Motors in 2004, bij Volvo Cars Gent gefabriceerd. De V50 is de stationwagenvariant van de Volvo S40, waaraan de auto technisch identiek is.

## Techniek
De V50 maakt gebruik van het C1-platform van de Ford Motor Company, waarop ook de Ford Focus, de Ford C-MAX, de Volvo S40 en de Mazda 3 gebouwd zijn. De V50 is leverbaar met dieselmotoren van 1,6 tot 2,4 liter cilinderinhoud en met benzinemotoren van 1,6 tot 2,5 liter cilinderinhoud. De 1,6 en 2 liter viercilinder turbodieselmotoren worden door PSA gebouwd en de 1,6, 1,8, en 2 liter viercilinder benzinemotoren zijn van Ford-makelij, de 2,4 D5 vijfcilinder turbodieselmotor en de 2,4 en 2,5 T5 vijfcilinder (turbo)benzinemotoren zijn afkomstig van Volvo zelf. De topsnelheden van de V50 variëren van 185 km/u voor de 1.6 tot 240 km/u voor de T5. De acceleratie van 0 tot 100 km/u varieert van 12 seconden voor de 1.6 tot 6,9 seconden voor de T5.

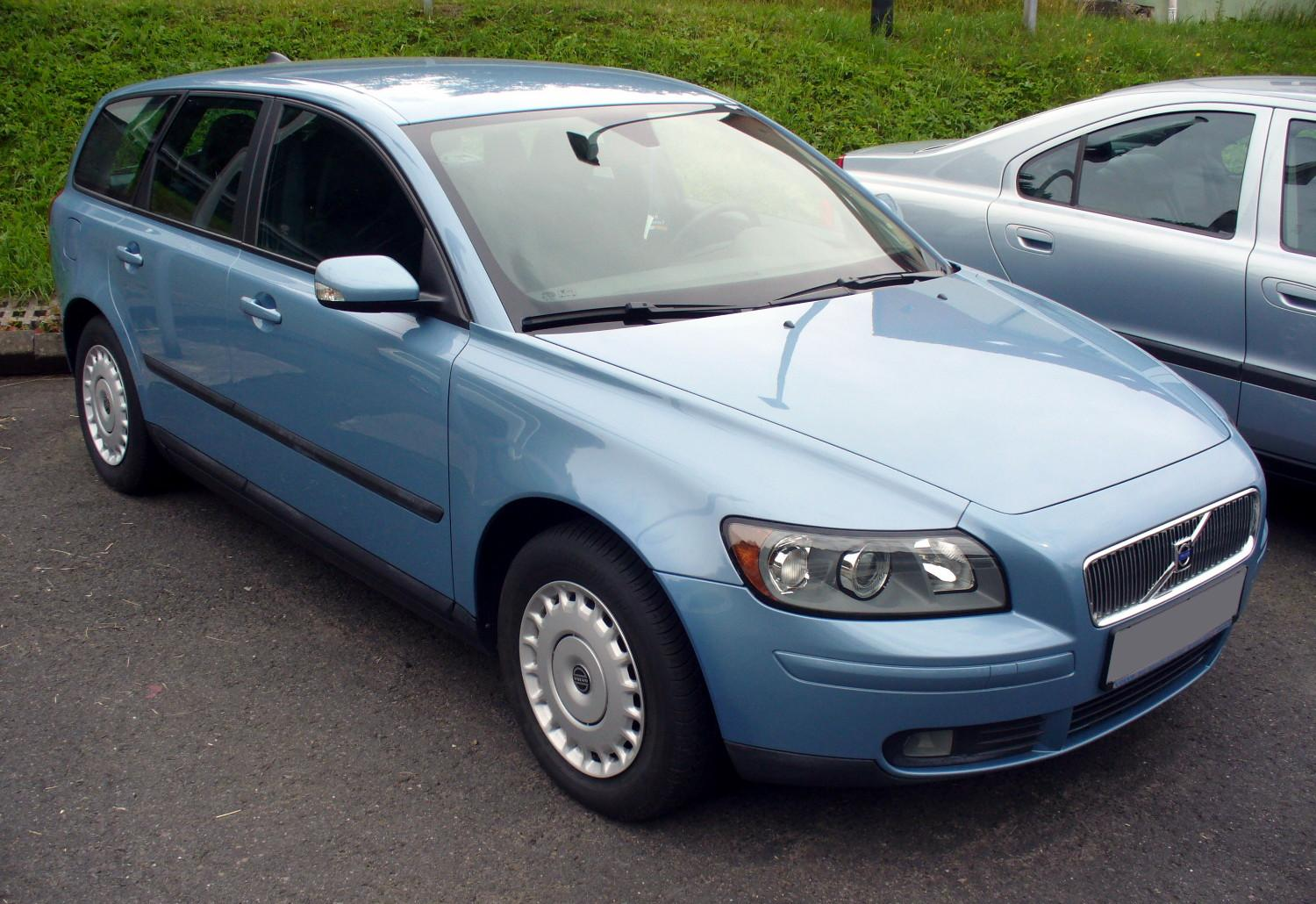
Volvo V50 (2004-2007), vooraanzicht
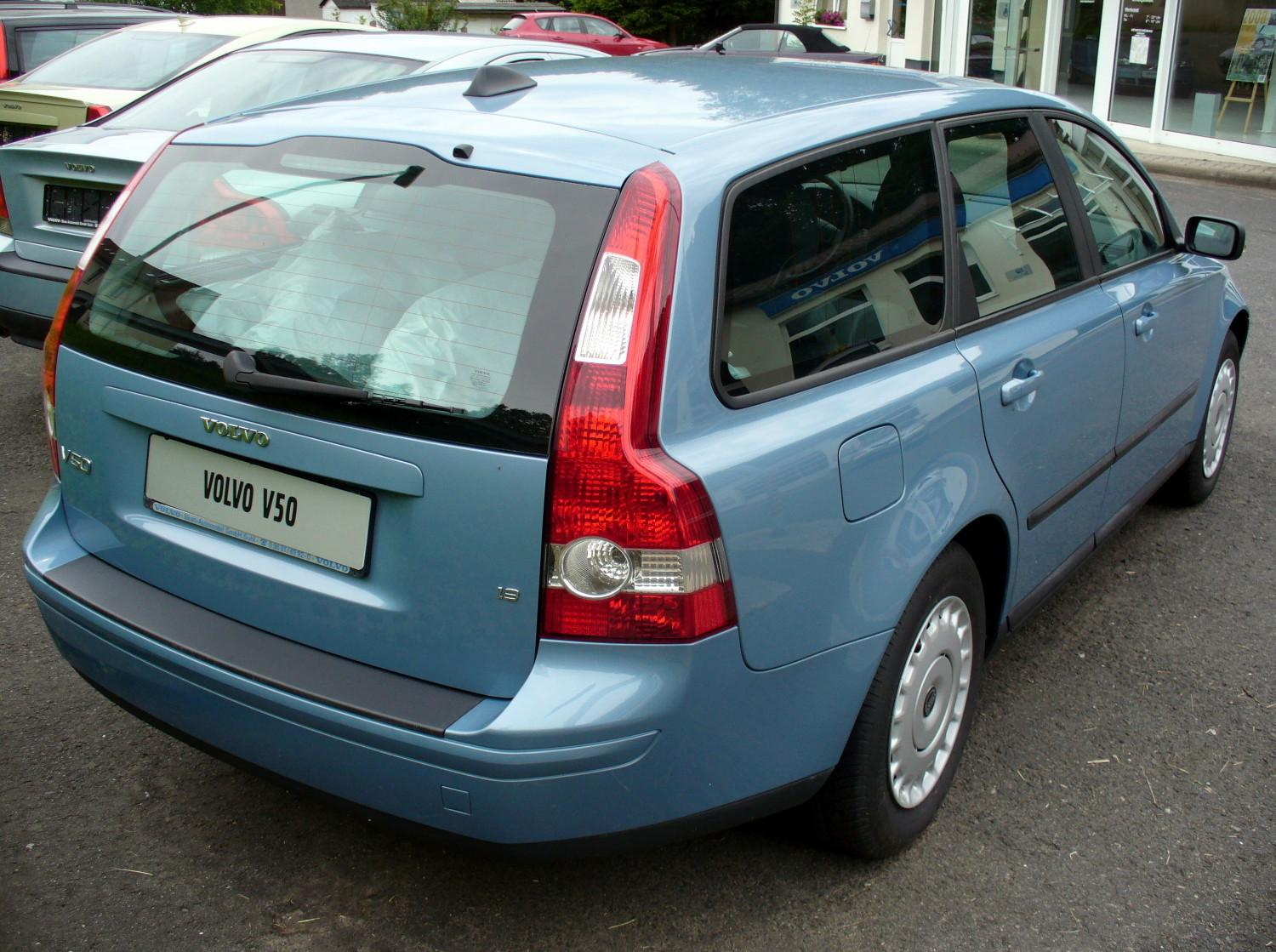
Volvo V50 (2004-2007), achteraanzicht

## Facelift
In 2007 werd de gefacelifte S40 en V50 geïntroduceerd. Beide modellen zijn licht opgefrist en lopen meer in lijn met de V70 en S80. Het vermogen nam alleen voor de T5 iets toe, met 10 pk. De D5 is vanaf dan ook leverbaar met een handgeschakelde zesversnellingsbak, Op 12 mei 2012 is de productie van de V50 en de S40 gestopt. De S40 krijgt geen opvolger, de V50 wordt opgevolgd door de nieuwe V60.

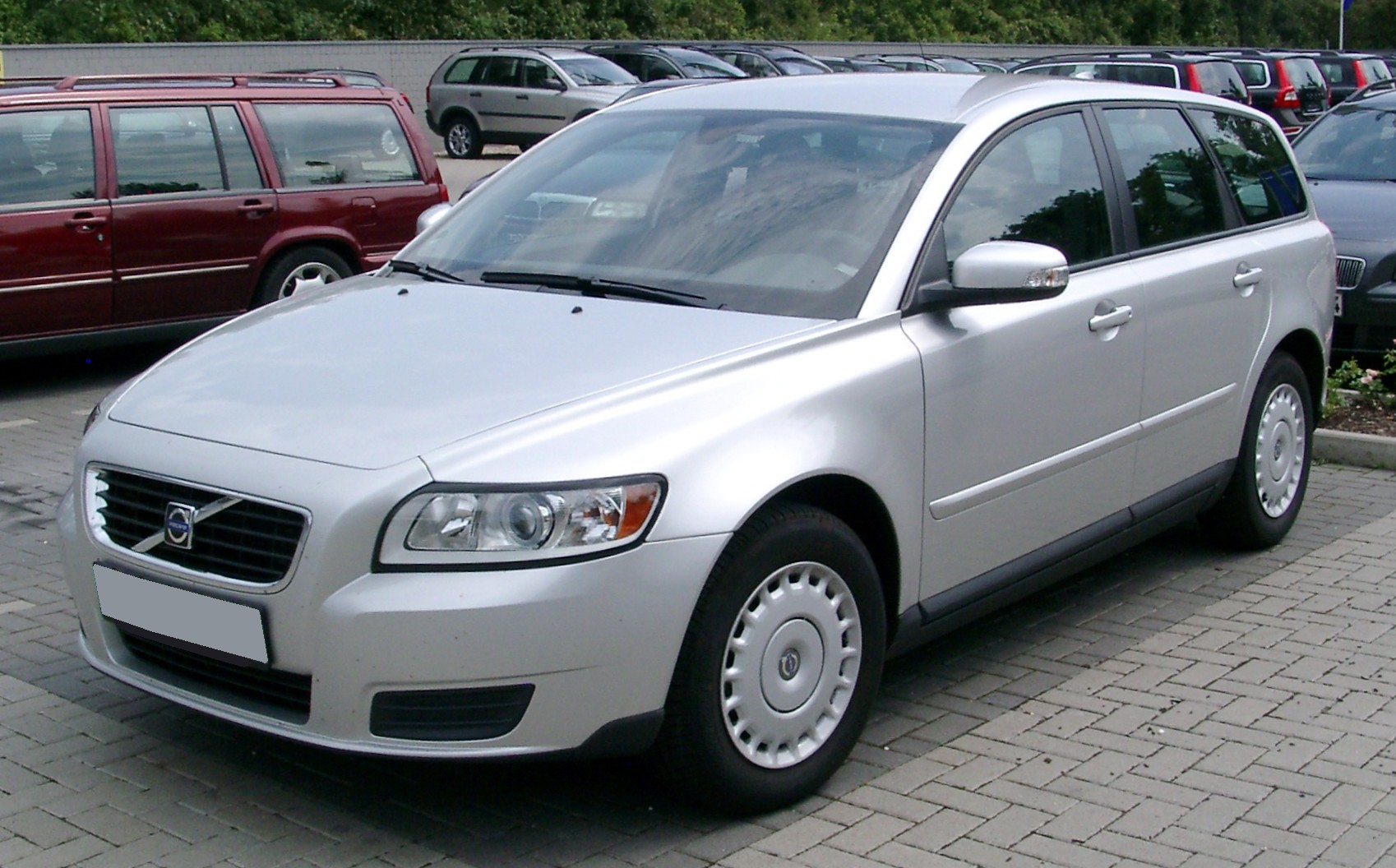
Volvo V50 (2007-2012), vooraanzicht
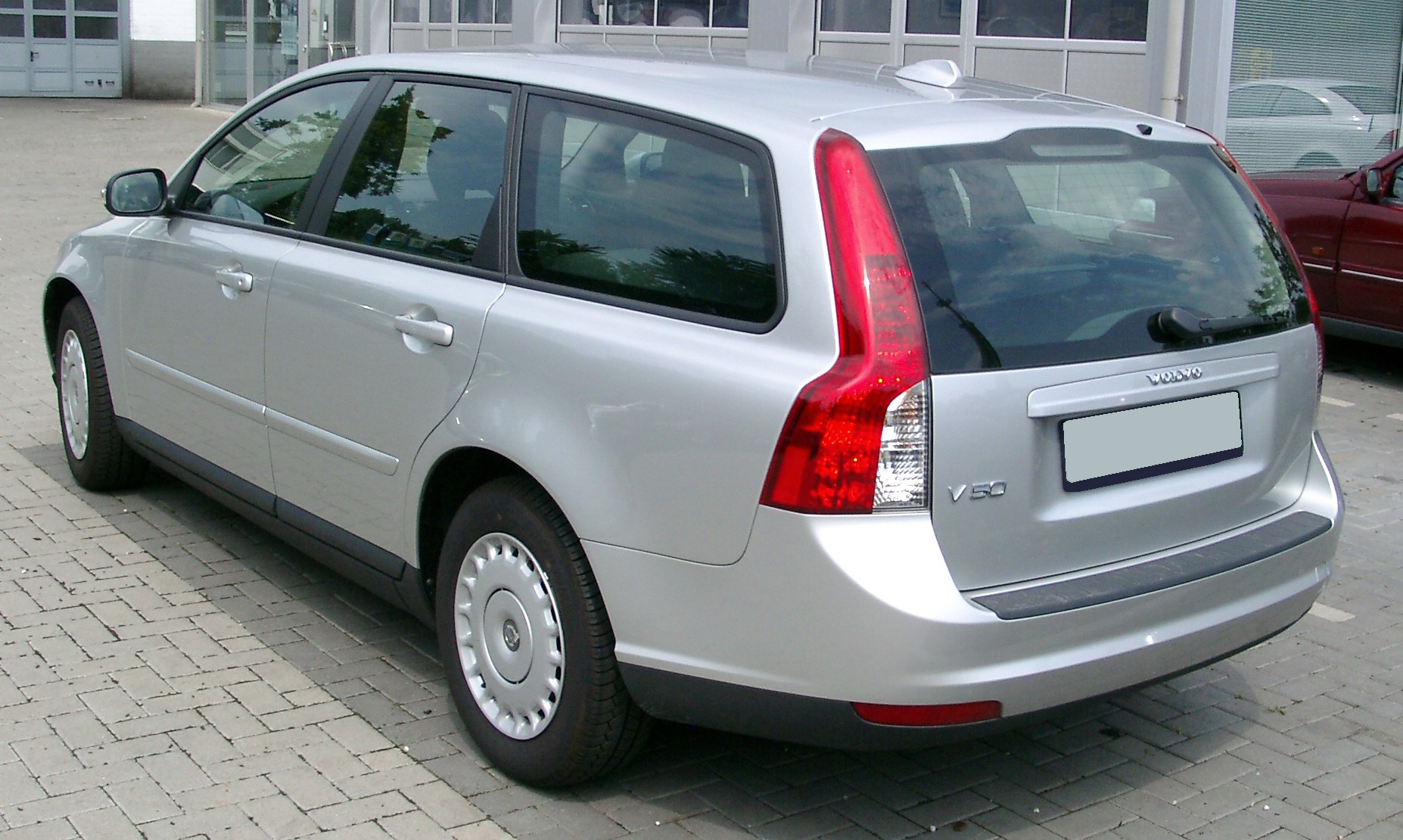
Volvo V50 (2007-2012), achteraanzicht

## Motoren
| Motortype          | Ottomotor            | Ottomotor            | Ottomotor             | Ottomotor             | Ottomotor             | Ottomotor             | Ottomotor             | Ottomotor op FFV     | Ottomotor op FFV      |
| ------------------ | -------------------- | -------------------- | --------------------- | --------------------- | --------------------- | --------------------- | --------------------- | -------------------- | --------------------- |
| Volvo V50          | 1.6                  | 1.8                  | 2.0                   | 2.4                   | 2.4i                  | 2.5 T5                | 2.5 T5                | 1.8 F                | 2.0 F                 |
| Periode            | 2005–2010            | 2004–2009            | sinds 2006            | 2004–2009             | 2004–2009             | 2004–2007             | sinds 04–2007         | 2007–2009            | sinds 11-2009         |
| Cilinderaantal     | 4-in-rij             | 4-in-rij             | 4-in-rij              | 5-in-rij              | 5-in-rij              | 5-in-rij              | 5-in-rij              | 4-in-rij             | 4-in-rij              |
| Cilinderinhoud     | 1596 cm³             | 1798 cm³             | 1999 cm³              | 2435 cm³              | 2435 cm³              | 2522 cm³              | 2522 cm³              | 1798 cm³             | 1999 cm³              |
| Vermogen bij 1/min | 74 kW (100 pk)/ 6000 | 92 kW (125 pk)/ 6000 | 107 kW (145 pk)/ 6000 | 103 kW (140 pk)/ 5000 | 125 kW (170 pk)/ 6000 | 162 kW (220 pk)/ 5000 | 169 kW (230 pk)/ 5000 | 92 kW (125 pk)/ 6000 | 107 kW (145 pk)/ 6000 |
| Koppel bij 1/min   | 150 Nm bij 4000      | 165 Nm bij 4000      | 185 Nm bij 4500       | 220 Nm bij 4000       | 230 Nm bij 4400       | 320 Nm bij 1500-4800  | 320 Nm bij 1500–5000  | 165 Nm bij 4000      | 185 Nm bij 4500       |
| Aandrijving        | FWD                  | FWD                  | FWD                   | FWD                   | FWD                   | FWD, AWD optioneel    | AWD                   | FWD                  | FWD                   |
| Producent          | Ford                 | Ford                 | Ford                  | Volvo                 | Volvo                 | Volvo                 | Volvo                 | Ford                 | Ford                  |

- FFV = Willekeurig mengsel van bio-ethanol E85 en euro loodvrij.

| Motortype          | Dieselmotor          | Dieselmotor          | Dieselmotor           | Dieselmotor           | Dieselmotor           | Dieselmotor           |
| ------------------ | -------------------- | -------------------- | --------------------- | --------------------- | --------------------- | --------------------- |
| Volvo V50          | 1.6 D                | DRIVe / D2           | 2.0D                  | D3                    | D4                    | D5                    |
| Periode            | 2005-2010            | sinds 04-2010        | 2004–2009             | sinds 04-2010         | sinds 04-2010         | 2006–2009             |
| Cilinderaantal     | 4-in-rij             | 4-in-rij             | 4-in-rij              | 5-in-rij              | 5-in-rij              | 5-in-rij              |
| Cilinderinhoud     | 1560 cm³             | 1560 cm³             | 1997 cm³              | 1984 cm³              | 1984 cm³              | 2400 cm³              |
| Vermogen bij 1/min | 80 kW (109 pk)/ 4000 | 84 kW (115 pk)/ 3600 | 100 kW (136 pk)/ 4000 | 110 kW (150 pk)/ 3500 | 130 kW (177 pk)/ 3500 | 132 kW (180 pk)/ 4000 |
| Koppel bij 1/min   | 240 Nm bij 1750      | 270 Nm bij 1750–2500 | 320 Nm bij 2000       | 350 Nm bij 1500–2750  | 400 Nm bij 1750–2750  | 350 Nm bij 1750–3250  |
| Aandrijving        | FWD                  | FWD                  | FWD                   | FWD                   | FWD                   | FWD                   |
| Producent          | PSA                  | PSA                  | PSA                   | PSA                   | PSA                   | Volvo                 |

1. ↑  Voor Frankrijk 98 kW (133 pk)
2. ↑  Voor België 120 kW (163 pk)

- Alle Dieselmotoren hebben standaard een partikelfilter.

Huidige modellen:
EC40 · 
EX30 · 
S60-V60 · 
S90-V90 · 
XC40 · 
XC60 · 
XC90 · 
EX90
Modellen geïntroduceerd na 1965:
100-serie · 
164 · 
200-serie · 
262C · 
66 ·
300-serie · 
400-serie ·
480 ·
700-serie · 
850 · 
900-serie · 
C30 · 
C70 · 
S40 · 
S70 · 
S80 · 
V40 ·
V40 Classic ·
V50 · 
V70-XC70
Modellen geïntroduceerd voor 1965:
ÖV4 · 
PV4 · 
PV650-serie ·
TR670-serie ·
PV36 ·
PV800-serie ·
PV50-serie · 
PV444 ·
PV60 ·
Duett ·
P1900 ·
Amazon · 
PV544 ·
P1800
Conceptauto's:
Philip ·
VESC ·
ECC ·
YCC ·
ReCharge ·
Concept You